# 古馬拉魯省

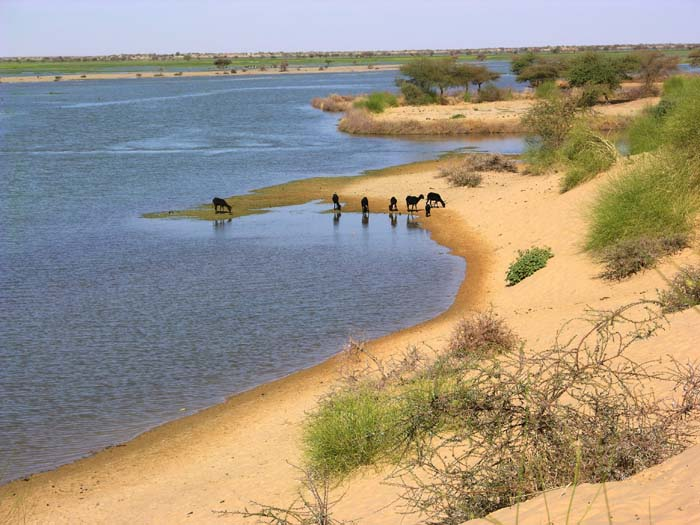

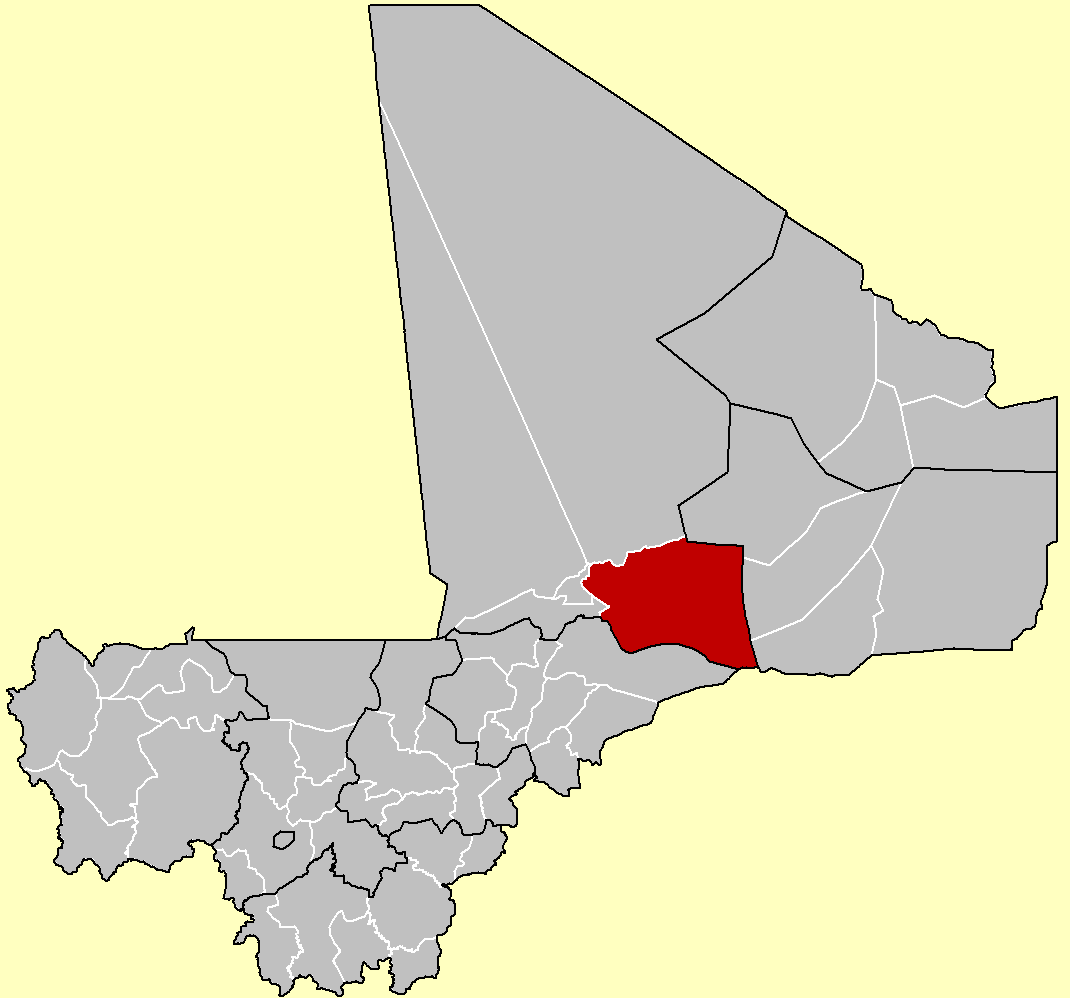

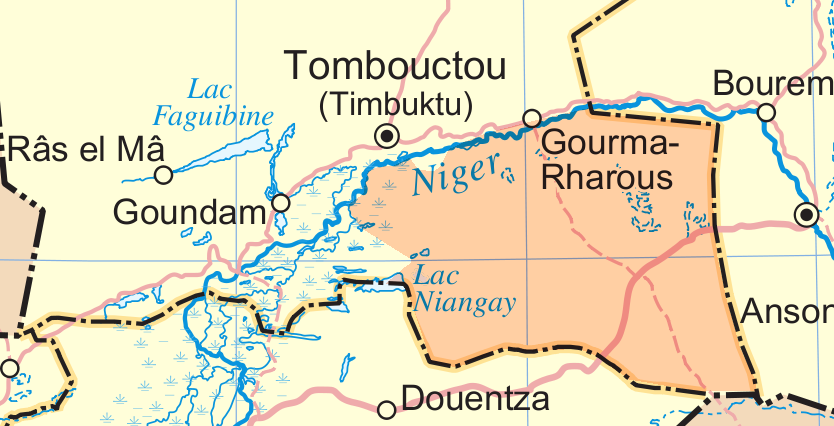

古馬拉魯省（法語：Cercle de Gourma-Rharous），是馬里的省份，位於該國北部，由通布圖區負責管轄，首府設於古馬拉魯，面積45,000平方公里，2009年人口111,386，人口密度每平方公里2.5人。